# أيل الأنديز
أيل الأنديز (الاسم العلمي: Hippocamelus antisensis) نوع من الأيائل متوطن في أمريكا الجنوبية. لديه جسم ممتلئ وأرجل قصيرة. ارتفاع الأكتاف في الذكور 74 - 77 سنتيمتر، في الإناث 69 - 71 سنتيمتر، طول الذيل 10% من طول الجسم. يعيش حصراً في جبال الانديز ، من وسط بيرو ، عبر بوليفيا وأقصى شمال شرق تشيلي ، وحتى شمال الأرجنتين، ويوجد العدد الأكبر منها في بيرو.

## اقرأ كذلك
- قائمة مزدوجات الأصابع حسب العدد